# Irish Literary Theatre
Irish Literary Theatre ("teatro literario irlandés", en lengua inglesa) fue una institución teatral fundada en Dublín en 1899 por W.B. Yeats, Lady Gregory, George Moore y Edward Martyn, con el propósito de representar obras de autores irlandeses.
Sus fundadors habían publicado en 1897 un Manifesto for Irish Literary Theatre ("manifiesto por [un] I. L. T."), en el que proclamaban sus intenciones.
En 1899 Lady Gregory aseguró una licencia temporal para representar una obra en las Antient Concert Rooms de la calle Great Brunswick de Dublín, lo que permitiría al Irish Literary Theatre realizar su primera producción. 
La obra escogida fue The Countess Cathleen de W. B. Yeats. Fue representada por una eficiente compañía londinense que incluía a May Whitty (Dame May Webster) y a Ben Webster. La siguiente producción fue la obra de Edwards Martyn The Heather Field. 
Al año siguiente el Irish Literary Theatre utilizó las instalaciones del Gaiety Theatre para producir tres obras: Maeve de Edward Martyn, The Last Feast of Fianna de Alice Milligan, y The Bending of the Bough de George Moore. Bending of the Bough fue llevada a escena durante la guerra de los bóeres que comenzó el  11 de octubre de 1899.
Los proyectos del Irish Literary Theatre terminaron en 1901, cuando dejó de operar por falta de fondos.
Se percibió como un fracaso el uso de actores no irlandeses, y un nuevo grupo de autores irlandeses se reunió en torno a los hermanos Fay, entre otros, que formaron la Irish National Theatre Society, que terminó por convertirse en el Abbey Theatre. En 1904 comenzó a funcionar el Ulster Literary Theatre.